# Mauricio Landra
Mauricio Alberto Landra (Larroque, 29 de enero de 1972) es un eclesiástico, canonista, jurista y profesor católico argentino. Es el obispo auxiliar de Mercedes-Luján, desde agosto de 2023.

## Biografía
Mauricio Alberto nació el 29 de enero de 1972, en la ciudad argentina de Larroque.
Realizó su formación primaria y secundaria en el Colegio de las Hermanas Franciscanas de Gante en su ciudad natal.
Ingresó al Seminario Diocesano de Gualeguaychú, donde realizó los estudios eclesiásticos.
Tras realizar estudios en la Universidad Católica Argentina, obtuvo la licenciatura (2000) en Derecho canónico con la tesina: Los clérigos y los medios de comunicación social. Luego obtuvo el doctorado (2007) con la tesis doctoral: La aplicación del principio de subsidiariedad como criterio de buen gobierno del Obispo diocesano.

### Sacerdocio
Su ordenación sacerdotal fue el 18 de diciembre de 1998, en su natal Larroque, a manos del obispo Luis Guillermo Eichhorn.
Como sacerdote desempeñó los siguientes ministerios:
- Vicario parroquial de San Juan Bautista en Gualeguaychú y María Auxiliadora en Concepción del Uruguay.
- Párroco de Ntra. Sra. de Lourdes en Gualeguaychú (2003-2008).[3]
- Párroco de la Catedral de Gualeguaychú (2008-2013).
- Párroco de San Pedro de Ceibas y decano de la Facultad de Derecho Canónico "Santo Toribio de Mogrovejo" de la Universidad Católica Argentina (2013-2019).[3]
- Vicepresidente de Caritas diocesana (2004-2012)
- Vicario general diocesano (2010-2013).
- Vicario judicial del Tribunal Interdiocesano (Gualeguaychú y Concordia) (2016-2023).[5]
- Rector del Seminario Diocesano de Gualeguaychú (2019-2023).[6]
- Juez del Tribunal Eclesiástico de la arquidiócesis de Mercedes-Luján.[7]
- Defensor del vínculo matrimonial en el Tribunal Eclesiástico Nacional de segunda instancia.[8]
- Profesor en las facultades de Teología y de Derecho Canónico de la UCA (hasta 2023).[3][1]
- Miembro del Consejo de Pastoral para la Protección de Menores y Adultos Vulnerables de la Conferencia Episcopal Argentina, desde 2021.[9]
- Vicepresidente de la Sociedad Argentina de Derecho Canónico, desde abril de 2022.[10]
- Miembro del Consejo de Pastoral.[11]
- Miembro del Colegio de Consultores.[12]
- Miembro del Consejo Presbiteral.[13]

Además, Landra apoyó a José Luis Mollaghan en la visita apostólica a la Asociación Dalmanutá en 2022.

### Episcopado
El 9 de agosto de 2023 el papa Francisco lo nombró obispo titular de Trisipa y obispo auxiliar de Mercedes-Luján. Fue consagrado el 14 de octubre del mismo año, en la Basílica de Luján, a manos del arzobispo Jorge Eduardo Scheinig.